# NGC 2124
NGC 2124 (również PGC 18147) – galaktyka spiralna (Sb), znajdująca się w gwiazdozbiorze Zająca. Odkrył ją William Herschel 20 października 1784 roku.